# Pseudagrion inopinatum
Pseudagrion inopinatum — вид бабок родини стрілкових, поширений на невеличкій території в провінції Мпумаланга в Південно-Африканської Республіки. Уперше описаний Борисом Балінським. Черевце блакитне в самців і чорне з блакитним на кінці в самиць.

## Опис
Голова переважно чорна, плями за очима блакитні, верхня губа зеленувато-блакитна. Груди темносині, знизу зелено-брунатні. Крила прозорі, птеростигма брунатна. Черевце самця матово-блакитне, черевце самки металічно-чорне з блакитним на верхівці.
Схожі види: P. salisburyense та P. spernatum.

## Спосіб життя
Мешкають поблизу річок та струмків, імаго сидять на траві над водою. Часто можна спостерігати копуляцію. Поширені на висотах близько 1000 м н. р. м.
Бабки трапляються з жовтня до травня.

## Охоронний статус
Вид відомий лише за кількома екземпляри та має обмежений ареал у двох провінціях Південно-Африканської Республіки, проте, на думку Майкла Семвейза, не перебуває під загрозами. Рідкісне потрапляння в колекції може бути пов'язане зі специфічністю біотопів, де мешкає ця бабка.